# Мариас, Хулиан
Хулиа́н Мари́ас Агиле́ра (исп. Julián Marías Aguilera; 17 июня 1914, Вальядолид, Испания — 15 декабря 2005, Мадрид, Испания) — испанский философ, историк и переводчик философии.

## Биография
В 1919 году переехал с семьёй в Мадрид. Закончил Мадридский университет Комплутенсе (1936), где одним из его преподавателей был Ортега-и-Гассет. В период Гражданской войны был на стороне Республики. Из-за близорукости не мог участвовать в военных действиях, работал как переводчик. После победы Франко Мариас оказался в числе неблагонадёжных, в 1939 году провёл три месяца в тюрьме. Его диссертация по философии (1942) была отвергнута университетским руководством из-за содержавшихся в ней антифранкистских высказываний. В 1948 году вместе с Ортегой основал в Мадриде Гуманитарный институт, в 1949 году всё-таки защитил диссертацию. Тем не менее вплоть до 1970-х годов Мариасу было запрещено преподавание, он читал лекции в университетах США (Гарвард, Йель и др.) и Пуэрто-Рико.
С 1980 года — руководитель кафедры испанской философии в Национальном университете образования Испании.
Один из четырёх сыновей — известный писатель Хавьер Мариас.

## Труды
Ученик и последователь Ортеги-и-Гасета (рациовитализм), развивал линию христианского экзистенциализма. Переводчик Сенеки, Лейбница, Конта, Дильтея. Автор трудов по истории философии, философии религии и морали, философской антропологии, среди которых выделяются История философии (1941), Мигель де Унамуно (1943), Поколенческий метод в историческом исследовании (1949), Идея метафизики (1954), Ортега: обстоятельства и призвание (1960), Метафизическая антропология (1970), Проблемы христианства (1979), Быть испанцем (1987), Сервантес: ключ к Испании (1990).

## Сводные издания
- Obras completas en 8 vols. Madrid: Revista de Occidente, 1958—1970 (см.: )

## Признание
Старейшая в Испании премия Фастенрата (1947). Член Испанской королевской академии (1964). Премия Принца Астурийского за гуманитарные исследования (1996). Золотая медаль города Мадрид (1997).